# گرافنورس
گرافنورس (به آلمانی: Grafenwörth) یک منطقهٔ مسکونی در اتریش است که در ناحیه تولن واقع شده‌است. گرافنورس ۴۶٫۴ کیلومتر مربع مساحت دارد ۱۹۰ متر بالاتر از سطح دریا واقع شده‌است.

## خواهرخوانده
شهر سراواله پیستویزه خواهرخواندهٔ گرافنورس هست.